# Ambasada Afganistanu w Warszawie

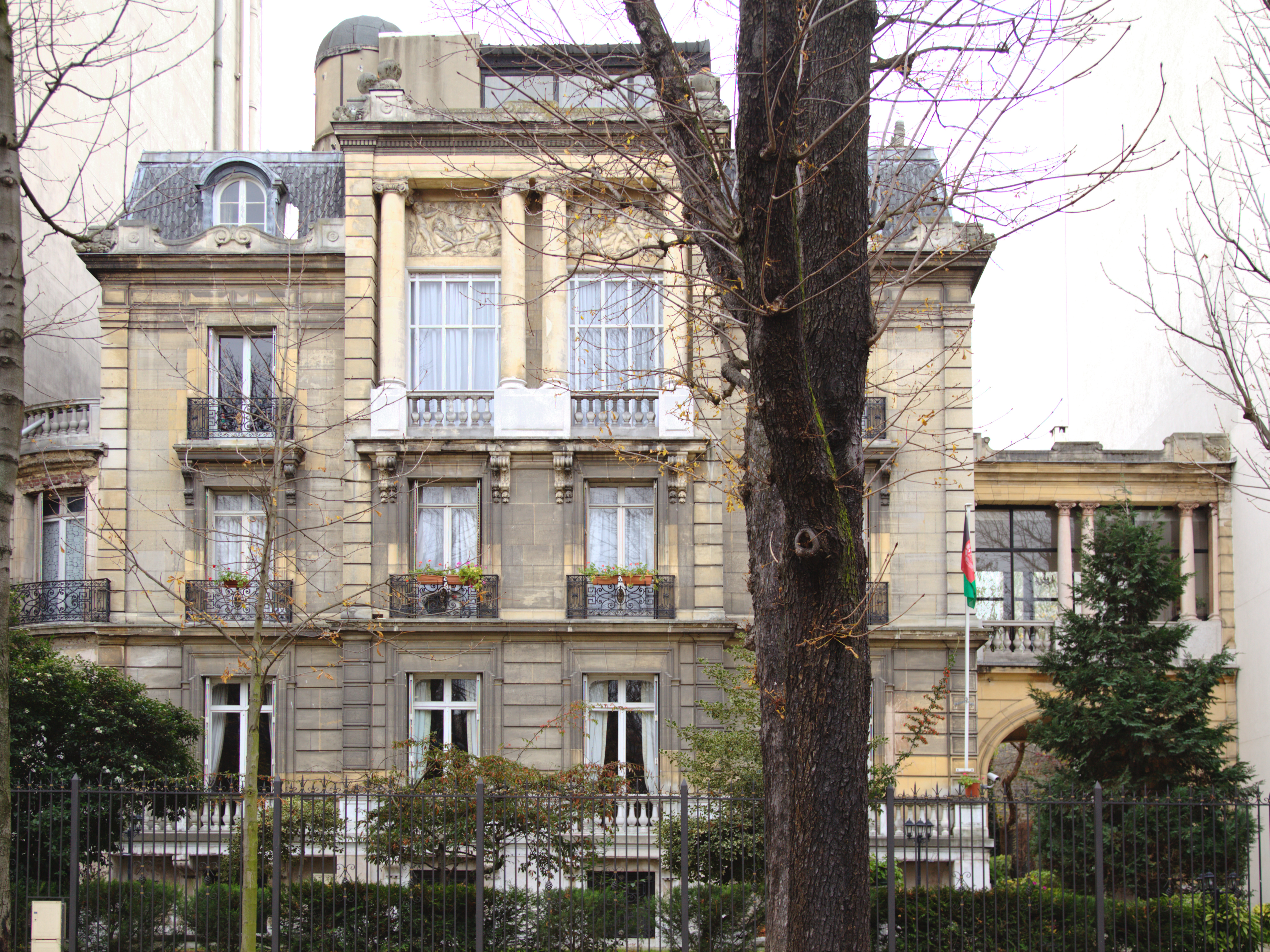
Poselstwo Afganistanu w Paryżu przy ave. Raphaël (1937–1939)

Ambasada Islamskiej Republiki Afganistanu w Warszawie (per. سفارت افغانستان در لهستان) – afgańska placówka dyplomatyczna mieszcząca się w Warszawie przy ul. Goplańskiej 1.
Ambasador Afganistanu w Warszawie oprócz Rzeczypospolitej Polskiej akredytowany jest również w Republice Estońskiej, Republice Litewskiej, Republice Łotewskiej i Rumunii.

## Siedziba
Stosunki dyplomatyczne pomiędzy Afganistanem a Polską nawiązano w 1927. Poselstwo Afganistanu było akredytowane w Polsce od 1932 z siedzibą w Paryżu przy ave. Henri Martin 57 (–1937), i ave. Raphaël 32 (1937–1939).
Po II wojnie światowej, stosunki pomiędzy obydwoma krajami reaktywowano w 1946. Od 1957 do 1960 w Warszawie był akredytowany ambasador Afganistanu z siedzibą w Moskwie, od 1960 do 1962 w Pradze. Ambasadę w Warszawie Afganistan otworzył w 1962 – mieściła się w hotelu Bristol przy ul. Krakowskie Przedmieście 42–44 (1962), następnie przy ul. Obrońców 55 (1963), w willi Filarewiczów z ok. 1930 przy ul. Obrońców 33 (1964-1978), ul. Lekarskiej 4 (1979-1980), ul. Obrońców 33 (1981–1990), ul. Kubickiego 13 (1991), ul. Reja 4 (1993-1996), ul. Starościńskiej 1 (2001), ul. Nobla 3 (2001–2003), ul. Zakopiańskiej 8 (2004), ul. Goplańskiej 1 (2006–).